# Virgílio Della Monica
Virgílio Della Monica (São Paulo, 1889 --- São Paulo, 1957) foi um pintor, desenhista e médico brasileiro.
Não foi possivel descobrir onde realizou seus estudos de arte. Possivelmente um autodidata.
Ao lado do exercício da medicina, tal como fizeram seus contemporâneos Alfredo Rocco e Giancarlo Zorlini, Della Monica dedicou-se ativamente à pintura nos anos de 1930 a 1950. Considerado um artista de bons recursos, participou dos movimentos ligados às artes plásticas na cidade de São Paulo. Ao lado de Torquato Bassi, José Maria da Silva Neves, Luis Verri e alguns outros, foi um dos criadores de Associação Paulista de Belas-Artes. Sua assinatura consta da ata de fundação dessa entidade, datada de 1942.
Como diz Constantino Cury em seu Dicionário, Della Monica, nas suas pinturas "gostava de usar os tons terra. As massas são bem distribuídas, o conjunto é harmônico, o desenho é perfeito, sombras e luzes bem trabalhadas". Foi um pintor figurativo, acadêmico, embora se possa vislumbrar na sua obra um nascente modernismo, como acontecia com outros pintores da mesma época. Pintou prefencialmente paisagens urbanas e campestres e naturezas mortas.
Por iniciativa de Torquato Bassi, artista de grande capacidade de liderança, criou-se em São Paulo um grupo para congregar e dinamizar o meio artístico da cidade. Chamou-se Grupo Almeida Júnior e organizou algumas exposições, sempre com grande sucesso de vendas. Aconteceram nos anos de 1928, 1929, a terceira sob a responsabilidade de Virgílio Maurício em setembro de 1936, outra no mês seguinte e finalmente a última, em 1937, com a participação de Della Monica. Pela primeira vez o pintor se apresentava em público ao lado de consagrados artistas de São Paulo e Rio de Janeiro. A crítica notou a qualidade da obra do estreante e teceu-lhe vários elogios.
Participou assíduamente do Salão Paulista de Belas Artes onde foi laureado com uma menção honrosa em 1940, medalha de bronze em 1941, pequena medalha de prata em 1943 e um prêmio especial em 1952.